# ليندا ريغان
ليندا ريغان (بالإنجليزية: Linda Regan)‏ هي ممثلة بريطانية، ولدت في 5 نوفمبر 1949 في لندن في المملكة المتحدة.

## وصلات خارجية
- ليندا ريغان على موقع IMDb (الإنجليزية)
- ليندا ريغان على موقع قاعدة بيانات الفيلم (الإنجليزية)